# 柳原三佳
柳原 三佳（やなぎはら みか、1963年 - ）は、日本のジャーナリスト、ノンフィクション作家。

全日本書芸文化院理事の書道師範であり、『一般社団法人　万延元年遣米使節子孫の会』の幹事も務める。

## 来歴
京都市に生まれる。4歳の時に奈良市に転居し、3人姉妹の長女として育つ。高校では剣道部に所属し2年生の時に二段を取得。
1980年、17歳の時に原付免許を取得し、翌年中型免許を取得。京都女子大学短期大学部に通いながら、同志社大学ツーリングクラブに所属していた。
1984年、大阪の広告制作会社に入社し、コピーライターとして勤務。1985年、柳原解雄と結婚後、奈良から横浜へ転居。
1986年、学研が創刊した女性向けバイク雑誌『レディスバイク』の編集プロダクションである「有限会社石井事務所」に入社。編集記者として勤務しながら、他誌の連載等も手掛ける。
1987年、限定解除試験に合格し、750ccの大型バイクに乗り始める。1989年、妊娠を機にフリーランスとして独立。千葉県へ転居。
交通事故や司法を主なテーマとして執筆活動をおこなっている。厚生労働省が2014年から2015年に設置した「医療事故調査制度の施行に係る検討会」のメンバーも務めた。

## 主な著書

### 単著
- 『痕跡は訴える』情報センター出版局、1995年5月
- 『知らないとソンをする 最新 自動車保険活用ガイド』情報センター出版局、1997年3月
- 『事故る前に知っておく　自賠責保険請求ガイド』情報センター出版局、1997年9月
- 『これでいいのか自動車保険』朝日新聞社、1998年8月
- 『これからどうする?　自動車保険徹底ガイド 』情報センター出版局、1998年8月
- 『示談交渉人裏ファイル』情報センター出版局、1999年10月
  - 角川書店、2013年2月
- 『「交通事故」のウソ』宝島社<宝島新書>、2000年4月
- 『困った裁判官　独占公開！　日弁連「問題裁判」実例アンケート』宝島社〈別冊宝島Real 006〉、2001年1月
- 『裁判官を信じるな』宝島社、2001年4月
- 『示談交渉人裏ファイル　自動車保険無用論』情報センター出版局、2001年6月
- 『実録！示談ビジネス』宝島社〈宝島社文庫〉、2001年7月
- 『困ったときにすぐわかる交通事故そのときどうする? 』オーエス出版社、2002年1月
- 『自動車保険のすべてがわかる本2002』立風書房、2002年4月
- 『「交通事故」で泣き寝入りしない!―損保の「払い渋り」の手口、一挙公開！』宝島社〈別冊宝島Real 046〉、2003年3月
- 『後遺障害にも絶対負けない!交通事故損害賠償請求バイブル』情報センター出版局、2004年5月
  - 第2版、2006年4月
- 『死因究明　葬られた真実』講談社、2005年9月
- 『交通事故被害者は二度泣かされる』リベルタ出版、2005年11月
- 『焼かれる前に語れ - 司法解剖医が聴いた、哀しき「遺体の声」』WAVE出版、2007年9月
- 『自動車保険の落とし穴』朝日新聞出版<朝日新書>、2008年6月
- 『巻子の言霊 愛と命を紡いだ、ある夫婦の物語』講談社<現代プレミアブック>、2010年10月
- 『遺品 - あなたを失った代わりに』晶文社、2011年8月
- 『家族のもとへ、あなたを帰す；東日本大震災犠牲者約1万9000名、歯科医師たちの身元究明』WAVE出版、2012年8月
- 『柴犬マイちゃんへの手紙～無謀運転でふたりの男の子を失った家族と愛犬の物語』講談社、2013年11月
- 『泥だらけのカルテ　家族のもとに遺体を帰し続ける歯科医が見たものは』講談社、2014年2月
- 『交通事故鑑定人　鑑定歴50年　駒沢幹也の事件ファイル』角川書店、2014年12月
- 『巻子の言霊　尊厳ある死を見つめた夫婦の物語』デザインエッグ、2016年1月
- 『開成をつくった男、佐野鼎』講談社、2018年12月
- 『私は虐待していない 検証 揺さぶられっ子症候群』講談社、2019年3月
- 『コレラを防いだ男　関寛斎』講談社、2022年12月

### 共著
- 『保険会社が教えてくれない自賠責保険請求ガイド』情報センター出版局、2001年3月
  - 第3版、2006年3月
- 『自動車保険のすべてがわかる本』（海道野守、浦野道行との共著）立風書房〈Rippu best mook〉、2001年5月
- 『不動産絶望未来』（山下努との共著）東洋経済新報社、2012年3月
- 『安らかな死を探し求めて ～In Search of Gentle Death』（Richard N. Côté、松尾幸郎との共著）デザインエッグ、2014年11月
- 『警察官の現場』（犀川博正との共著）角川書店、2014年12月
- 『平成日本タブー大全2015 山口組と興業とカネの聖域』宝島社、2014年12月
- 『焼かれる前に語れ 日本人の死因の不都合な事実』WAVE出版、2021年9月

### 編集
- マイケル ホルムス（著）松尾幸郎（翻訳）『小川を渡ることとは Crossing the Creek: 死に向かうプロセスを理解するためのガイドブック』2018年10月

## ドラマ化作品
- 月曜ミステリー劇場 『示談交渉人甚内たま子裏ファイル』TBSテレビ、2001年6月18日 - 2008年5月26日放映、全6回（原作、浦野道行と連名）[7]
- 月曜ゴールデン『新・示談交渉人 裏ファイル』TBSテレビ、2011年3月7日(1) - 2014年4月21日(3)放映分（1は原作、2と3は原案、いずれも浦野道行と連名）[8]
- プレミアムドラマ『まばたきで“あいしています”～巻子の言霊』NHK BSプレミアム、2012年9月2日放映（原案）[9]

## 受賞
- PEPジャーナリズム大賞2022 - 特別賞（課題発見部門、『交通事故で息子が寝たきりに－介護を続ける親の苦悩と「親無き後」への不安』に対して）[10]